# RSC Habay-la-Neuve
Royal Sporting Club Habay-la-Neuve is een Belgische voetbalclub uit Habay-la-Neuve. De club is bij de KBVB aangesloten met stamnummer 3093 en heeft rood en zwart als kleuren. De club werd opgericht in 1941 en speelde zijn hele bestaan in de provinciale reeksen. In 2017 bereikte de club voor het eerst de nationale reeksen.

## Geschiedenis
Op 1 juni 1941 werd Sporting Club Habay-la-Neuve opgericht. De aansluiting bij de KBVB volgde op 5 september 1941. Hierbij werd stamnummer 3093 toegewezen aan de club. Bij het 50-jarig bestaan van de club in 1991 werd de koninklijke titel toegekend. Een jaar later, op 1 juli 1992, wijzigde de club zijn naam pas in Royal Sporting Club Habay-la-Neuve. Doorheen zijn bestaan speelde RSC Habay-la-Neuve steeds in de provinciale reeksen. Pas in 2017 kon de club voor het eerst doorstromen naar de nationale reeksen. Het eerste seizoen eindigde de club op een degradatieplaats. Het werd het volgende seizoen meteen terug kampioen in Eerste provinciale waarna het terug promoveerde naar Derde afdeling.

## Resultaten
| Seizoen | Klasse | Klasse | Klasse | Klasse | Klasse | Klasse | Klasse | Klasse | Reeks                        | Punten | Opmerkingen |  |  |  |
|         | 1A     | 1B     | 1Am    | 2Am    | 3Am    | P.I    | P.II   | P.III  |                              |        | |  |  |  |
| ------- | ------ | ------ | ------ | ------ | ------ | ------ | ------ | ------ | ---------------------------- | ------ | --- |  |  |  |
| 2008/09 |        |        |        |        |        |        |        | 2      | Derde Prov. Luxemburg        | 73     | |  |  |  |
| 2009/10 |        |        |        |        |        |        | 4      |        | Tweede Prov. Luxemburg       | 52     | |  |  |  |
| 2010/11 |        |        |        |        |        |        | 5      |        | Tweede Prov. Luxemburg       | 52     | |  |  |  |
| 2011/12 |        |        |        |        |        |        | 10     |        | Tweede Prov. Luxemburg       | 38     | |  |  |  |
| 2012/13 |        |        |        |        |        |        | 5      |        | Tweede Prov. Luxemburg       | 57     | |  |  |  |
| 2013/14 |        |        |        |        |        |        | 4      |        | Tweede Prov. Luxemburg       | 59     | |  |  |  |
| 2014/15 |        |        |        |        |        |        | 1      |        | Tweede Prov. Luxemburg       | 57     | |  |  |  |
| 2015/16 |        |        |        |        |        | 4      |        |        | Eerste Prov. Luxemburg       | 45     | |  |  |  |
| 2016/17 |        |        |        |        |        | 1      |        |        | Eerste Prov. Luxemburg       | 59     | |  |  |  |
| 2017/18 |        |        |        |        | 14     |        |        |        | Derde klasse amateurs ACFF B | 30     | |  |  |  |
| 2018/19 |        |        |        |        |        | 1      |        |        | Eerste Prov. Luxemburg       | 66     | |  |  |  |
| 2019/20 |        |        |        |        | 10     |        |        |        | Derde klasse amateurs ACFF B | 32.35  | Competitie na vierentwintig speeldagen stopgezet vanwege COVID-19-virus. Habay-la-Neuve speelde een wedstrijd minder en kreeg het gemiddeld aantal punten dat ze in de overige wedstrijden hadden gespeeld bij hun puntentotaal. |  |  |  |
|         | 1A     | 1B     | 1Nat   | 2Afd   | 3Afd   | P.I    | P.II   | P.III  |                              |        | |  |  |  |
| 2020/21 |        |        |        |        | -      |        |        |        | Derde Afdeling ACFF B        | -      | Competitie na vier speeldagen stopgezet vanwege COVID-19-virus. |  |  |  |
| 2021/22 |        |        |        |        | 9      |        |        |        | Derde Afdeling ACFF B        | 41     | |  |  |  |
| 2022/23 |        |        |        |        | 4      |        |        |        | Derde Afdeling ACFF B        | 52     | Verlies in de eindronde van RFC Tournai |  |  |  |
| 2023/24 |        |        |        |        | 3      |        |        |        | Derde Afdeling ACFF B        | 61     | |  |  |  |
| 2024/25 |        |        |        | 4      |        |        |        |        | Tweede afdeling ACFF         | 60     | Winst in de eindronde promotie tegen Stade Verviétois |  |  |  |
| 2025/26 |        |        |        |        |        |        |        |        | Eerste nationale ACFF        |        | |  |  |  |

## Externe Link
- Officiële website